# 章伟秋
章伟秋（1966年8月6日—），女，浙江台州三门人，毕业于浙江传媒学院，曾在浙江电视台工作，现在是中国中央电视台节目主持人。

## 生平
1988年，章伟秋毕业于浙江传媒学院，随即到中国社会科学院研究生院继续学习。学业完成后，章伟秋在浙江电视台《浙江新闻联播》、《新闻纪事》担任主持人。1994年，章伟秋到中国中央电视台担任《东方时空》、《焦点访谈》的主持人。 2002年，章伟秋在《新闻30分》担任主持人。 2003年，章伟秋担任《每周质量报告》和《新闻30分》两个节目的主持人。
1994年至1995年，章伟秋曾参演长春电影制片厂电影《张鸣岐》。

## 电视节目

### 浙江电视台
- 《浙江新闻联播节目》
- 《新闻纪事》

### 中国中央电视台
- 《东方时空》
- 《焦点访谈》
- 《每周质量报告》
- 《新闻30分》